# Rząd Józefa Oleksego
Rząd Józefa Oleksego – gabinet pod kierownictwem premiera Józefa Oleksego, powołany przez prezydenta Lecha Wałęsę 6 marca (z dniem 7 marca) 1995 na skutek uchwały Sejmu z dnia 1 marca 1995 r. w sprawie wyrażenia wotum nieufności Radzie Ministrów pod przewodnictwem Waldemara Pawlaka i wyboru nowego Prezesa Rady Ministrów. Rząd Józefa Oleksego podał się do dymisji 26 stycznia 1996, w wyniku wszczęcia przez Prokuraturę Wojskową śledztwa wobec zarzutów stawianych premierowi. Prezydent Aleksander Kwaśniewski przyjął dymisję rządu i powołał rząd Włodzimierza Cimoszewicza.
Rząd tworzyły Sojusz Lewicy Demokratycznej (koalicja lewicowa skupiona wokół Socjaldemokracji Rzeczypospolitej Polskiej) i Polskie Stronnictwo Ludowe, czyli dwa największe kluby parlamentarne. W opozycji znajdowały się Unia Wolności, Unia Pracy, ugrupowania prawicowe (w tym Konfederacja Polski Niepodległej) i PPS.

## Rada Ministrów Józefa Oleksego (1995–1996)
| Funkcja                                                      | Imię i nazwisko             | Imię i nazwisko            | Czas pełnienia funkcji | Czas pełnienia funkcji |
| Funkcja                                                      | Imię i nazwisko             | Imię i nazwisko            | Od                     | Do                     |
| ------------------------------------------------------------ | --------------------------- | -------------------------- | ---------------------- | ---------------------- |
| Prezes Rady Ministrów                                        |                             | Józef Oleksy (SdRP)        | 7 marca 1995(dts)      | 7 lutego 1996(dts)     |
| Wiceprezes Rady Ministrów                                    |                             | Roman Jagieliński (PSL)    | 7 marca 1995(dts)      | 7 lutego 1996(dts)     |
| Minister rolnictwa i gospodarki żywnościowej                 | 7 marca 1995(dts)           | Roman Jagieliński (PSL)    | 7 lutego 1996(dts)     |                        |
| Wiceprezes Rady Ministrów                                    |                             | Grzegorz Kołodko           | 7 marca 1995(dts)      | 7 lutego 1996(dts)     |
| Minister finansów                                            | 7 marca 1995(dts)           | Grzegorz Kołodko           | 7 lutego 1996(dts)     |                        |
| Wiceprezes Rady Ministrów                                    |                             | Aleksander Łuczak (PSL)    | 7 marca 1995(dts)      | 7 lutego 1996(dts)     |
| Przewodniczący Komitetu Badań Naukowych                      | 7 marca 1995(dts)           | Aleksander Łuczak (PSL)    | 7 lutego 1996(dts)     |                        |
| Minister spraw zagranicznych                                 |                             | Władysław Bartoszewski     | 7 marca 1995(dts)      | 22 grudnia 1995(dts)   |
| Minister gospodarki przestrzennej i budownictwa              |                             | Barbara Blida (SdRP)       | 7 marca 1995(dts)      | 7 lutego 1996(dts)     |
| Minister-szef Urzędu Rady Ministrów                          | Marek Borowski (SdRP)       | 7 marca 1995(dts)          | 7 lutego 1996(dts)     |                        |
| Minister współpracy gospodarczej z zagranicą                 |                             | Jacek Buchacz (PSL)        | 7 marca 1995(dts)      | 7 lutego 1996(dts)     |
| Minister edukacji narodowej                                  |                             | Ryszard Czarny             | 7 marca 1995(dts)      | 7 lutego 1996(dts)     |
| Minister kultury i sztuki                                    | Kazimierz Dejmek            | 7 marca 1995(dts)          | 7 lutego 1996(dts)     |                        |
| Minister sprawiedliwości                                     |                             | Jerzy Jaskiernia (SdRP)    | 7 marca 1995(dts)      | 7 lutego 1996(dts)     |
| Minister przekształceń własnościowych                        | Wiesław Kaczmarek (SdRP)    | 7 marca 1995(dts)          | 7 lutego 1996(dts)     |                        |
| Minister transportu i gospodarki morskiej                    |                             | Bogusław Liberadzki        | 7 marca 1995(dts)      | 7 lutego 1996(dts)     |
| Minister spraw wewnętrznych                                  | Andrzej Milczanowski        | 7 marca 1995(dts)          | 22 grudnia 1995(dts)   |                        |
| Minister pracy i polityki socjalnej                          |                             | Leszek Miller (SdRP)       | 7 marca 1995(dts)      | 7 lutego 1996(dts)     |
| Minister obrony narodowej                                    |                             | Zbigniew Okoński           | 7 marca 1995(dts)      | 22 grudnia 1995(dts)   |
| Minister-kierownik Centralnego Urzędu Planowania             |                             | Mirosław Pietrewicz (PSL)  | 7 marca 1995(dts)      | 7 lutego 1996(dts)     |
| Minister przemysłu i handlu                                  | Klemens Ścierski (PSL)      | 7 marca 1995(dts)          | 7 lutego 1996(dts)     |                        |
| Minister łączności                                           | Andrzej Zieliński (PSL)     | 7 marca 1995(dts)          | 7 lutego 1996(dts)     |                        |
| Minister ochrony środowiska, zasobów naturalnych i leśnictwa | Stanisław Żelichowski (PSL) | 7 marca 1995(dts)          | 7 lutego 1996(dts)     |                        |
| Minister zdrowia i opieki społecznej                         |                             | Ryszard Żochowski          | 7 marca 1995(dts)      | 7 lutego 1996(dts)     |
| Minister spraw wewnętrznych                                  | Jerzy Konieczny             | 29 grudnia 1995(dts)       | 7 lutego 1996(dts)     |                        |
| Minister spraw zagranicznych                                 | Dariusz Rosati              | 29 grudnia 1995(dts)       | 7 lutego 1996(dts)     |                        |
| Minister obrony narodowej                                    |                             | Stanisław Dobrzański (PSL) | 5 stycznia 1996(dts)   | 7 lutego 1996(dts)     |

## W dniu zaprzysiężenia 7 marca 1995
- Józef Oleksy (SLD, SdRP) – prezes Rady Ministrów
- Roman Jagieliński (PSL) – wiceprezes Rady Ministrów, minister rolnictwa i gospodarki żywnościowej
- Grzegorz Kołodko (SLD) – wiceprezes Rady Ministrów, minister finansów
- Aleksander Łuczak (PSL) – wiceprezes Rady Ministrów, przewodniczący Komitetu Badań Naukowych
- Władysław Bartoszewski (bezpartyjny) – minister spraw zagranicznych
- Barbara Blida (SLD, SdRP) – minister gospodarki przestrzennej i budownictwa
- Marek Borowski (SLD, SdRP) – minister-szef Urzędu Rady Ministrów
- Jacek Buchacz (PSL) – minister współpracy gospodarczej z zagranicą
- Ryszard Czarny (SLD) – minister edukacji narodowej
- Kazimierz Dejmek (bezpartyjny, związany z PSL) – minister kultury i sztuki
- Jerzy Jaskiernia (SLD, SdRP) – minister sprawiedliwości
- Wiesław Kaczmarek (SLD, SdRP) – minister przekształceń własnościowych
- Bogusław Liberadzki (SLD) – minister transportu i gospodarki morskiej
- Andrzej Milczanowski (bezpartyjny) – minister spraw wewnętrznych
- Leszek Miller (SLD, SdRP) – minister pracy i polityki socjalnej
- Zbigniew Okoński (bezpartyjny) – minister obrony narodowej
- Mirosław Pietrewicz (PSL) – minister-kierownik Centralnego Urzędu Planowania
- Klemens Ścierski (PSL) – minister przemysłu i handlu
- Andrzej Zieliński (PSL) – minister łączności
- Stanisław Żelichowski (PSL) – minister ochrony środowiska, zasobów naturalnych i leśnictwa
- Ryszard Żochowski (SLD) – minister zdrowia i opieki społecznej